# Ritual (película)
Ritual es una película estadounidense producida por RKO Pictures en asociación con Dimension Films en el año 2002. La película fue dirigida por Avi Nesher y protagonizada por Jennifer Grey, Craig Sheffer, Daniel Lapaine, Kristen Wilson y Tim Curry. Está basada en la película de 1943 I Walked with a Zombie. Es la tercera película basada en la serie Cuentos de la cripta, siendo sucesora de Demon Knight y Bordello of Blood, sin embargo a diferencia de sus predecesoras esta película fue estrenada en los cines sin intervenciones del guardián de la cripta. No fue hasta 2006 cuando se estrenó en DVD, que ésta ya incluía la introducción del Guardián de la cripta.

## Argumento
Cuando una de sus pacientes está al borde de la muerte la doctora Alice Dodgson debe decider aplicarle un medicamento ilegal para poder salvar su vida. Sin embargo, al final su paciente muere y su licencia médica es suspendida por dos años. Desesperada, empieza a buscar trabajo y encuentra uno de enfermera personal de un hombre en Jamaica que padece una rara variación de leucemia, para el cual no se requiere licencia.
Decide entonces ir a Jamaica pero lo que ella no se espera es que más allá de la rara enfermedad que padece Wesley hay un secreto relacionado con maldiciones y magia vudú y la vida de Alice da un cambio radical.

## Elenco
- Jennifer Grey es Dra. Alice Dodgson
- Craig Sheffer es Paul Claybourne.
- Daniel Lapaine es Wesley Claybourne.
- Kristen Wilson es Caro Lamb.
- Tim Curry es Dr. Matthew Hope
- Gabriel Casseus es J.B.